# Palazzo del Merenda

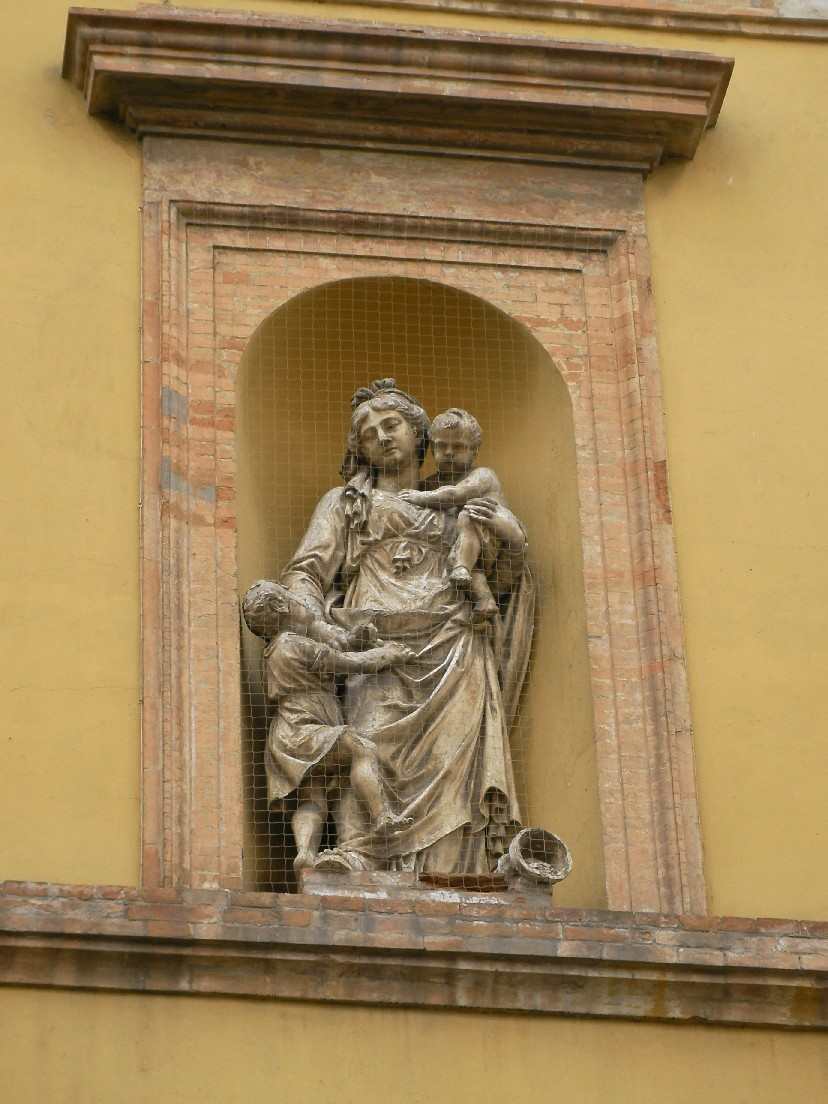
La Carità dei fratelli Ballanti Graziani

Il palazzo del Merenda o dell'Antico Ospedale si trova a Forlì in corso della Repubblica.
Nel palazzo hanno sede la biblioteca comunale Aurelio Saffi, il museo archeologico Antonio Santarelli e una parte delle collezioni del Museo etnografico romagnolo Benedetto Pergoli.

## Storia

### Fino al 1922
L'edificio fu costruito nel 1722 con il progetto del frate Giuseppe Merenda per accogliere l'Ospedale Casa di Dio per gli Infermi. Perciò, anche se oggi è noto anche come Palazzo dell'Antico Ospedale, ovviamente nacque come ospedale nuovo, destinato a diventare il principale luogo di cura della città. La dicitura "Vecchio" è novecentesca, dopo il trasferimento nella nuova sede, avvenuto nel 1922.
Tra il 1778 e il 1783, alla morte del Merenda venne costruita la scalinata monumentale da Raimondo Compagnini.
La chiesa annessa, consacrata dal vescovo Mercuriale Prati, fu aperta il 3 novembre 1798.
Nel 1827 invece fu realizzata la nuova facciata da Giuseppe Pani.
Il complesso con gli edifici delle "Esposte" per le orfane e di idroterapia venne ampliato e completato nel 1848 dall'ingegner Giuseppe Cantoni.
L'edificio venne utilizzato come ospedale fino all'apertura del nuovo ospedale Giovan Battista Morgagni nel 1922 in un'area non lontana dal palazzo Merenda e situata alle sue spalle.

### Dopo il 1922
Nel palazzo di quello che così diventava l'Antico Ospedale furono quindi trasferiti la Biblioteca Civica, la Pinacoteca civica ed i Musei civici, la cui precedente sede era costituita dal palazzo dei Signori della Missione.
Palazzo Merenda dal marzo 2013 è inglobato dal nuovo campus universitario nell'area dell'ex ospedale Morgagni, e costituisce il filtro naturale tra la città e l'università, ospitando la biblioteca "Aurelio Saffi" e i club studenteschi.

## Descrizione
Sulla facciata, all'angolo in alto a destra del palazzo si trova una nicchia con la statua della Carità dei fratelli Ballanti Graziani.
All'ingresso si trova lo scalone monumentale di Raimondo Compagnini, fiancheggiato dalle statue della Magnificenza e della Carità, opera di Francesco Andreoli.

## Armeria Albicini
Palazzo del Merenda ospita nei suoi locali l'«Armeria Albicini», dal nome della nobile famiglia forlivese che donò la raccolta al comune.
La collezione, frutto in gran parte di ricerche effettuate nelle antiche rocche forlivesi condotte dall'erudito marchese Raffaello Albicini e dal figlio Livio, fu costituita nel 1905.
Essa consta di 410 pezzi che vanno dal XV secolo in poi in gran parte trovate nel territorio forlivese.
È costituita da falcioni, picche, alabarde, partigiane, ronconi, mazze ferrate, balestre, corazze, maglie di ferro, celate, borgognotte, bacinetti, morioni, frontali da cavallo, spadoni, spade, coltellacci, pugnali e sciabole.
L'ultimo catalogo fu realizzato all'inizio del Novecento e gli esemplari catalogati erano 410. In realtà l'armeria è andata poi aumentando i propri esemplari, attualmente almeno altri 100 ma non tutti catalogati. Fra i nuovi esemplari nel 1958 sono state aggiunte delle armi provenienti dal Congo, dono di Virginia Pedriali.
Di notevole rilevanza un'armatura, non completa, appartenuta a Brunoro II Zampeschi, signore di Forlimpopoli, e uno spadone a 2 mani appartenuto, secondo la tradizione, a Francesco Ordelaffi.
Fra i 17 archibugi conservati, ai quali si aggiungono 12 canne per armi da fuoco lunghe, spicca l'archibugio corto da cavallo chiamato Sforza Pallavicino, di probabile esecuzione bresciana è databile intorno al 1580. La cassa è ornata da una lamina di ferro incisa con raffinatezza a girali e figure di satiro, così come il guardamano traforato a fogliami. La denominazione dell'arma deriva dal fatto che, nel sottomano, compare l'emblema dell'idra, con il motto Utcumque, propri di Sforza Pallavicino, marchese di Cortemaggiore e di Busseto, dal 1559 capitano generale di terra ferma per Venezia.
Nell'Armeria sono conservate anche numerose armi da fuoco corte fra cui una pistola del 1620 attribuibile al Maestro dei tralci a testa d'animale, uno dei più famosi archibusari austriaci del XVII secolo. La cassa è accuratamente intagliata e gli ornati, come caratteristico delle opere di questo maestro, raffigurano rami che si chiudono a riccioli, palmette, fioriture o teste di animali mostruosi e fantastici.
Un altro esemplare di arma ben conservata è la pistola chiamata acquafresca del 1695 realizzata dalla famiglia di armaioli di Bargi.
È conservata anche una coppia di pistole lunghe della Renania databile al 1610, fittamente intarsiate con madreperla, osso e pasta colorata.